# Christie MacKenzie
Christie MacKenzie (17 de mayo de 1999) es una deportista sudafricana que compite en piragüismo en la modalidad de maratón. Ganó dos medalla en el Campeonato Mundial de Piragüismo en Maratón, en los años 2023 y 2024.

## Palmarés internacional
| \| Campeonato Mundial \| Campeonato Mundial \| Campeonato Mundial \| Campeonato Mundial \| \| Año \| Lugar \| Medalla \| Competición \| \| ------------------ \| ------------------ \| ------------------ \| ------------------ \| \| 2023 \| Vejen (Dinamarca) \| Medalla de bronce \| K1 \| \| 2024 \| Metković (Croacia) \| Medalla de plata \| K2 \| |                    |                   |             |
| Campeonato Mundial |                    |                   |             |
| Año | Lugar              | Medalla           | Competición |
| 2023 | Vejen (Dinamarca)  | Medalla de bronce | K1          |
| 2024 | Metković (Croacia) | Medalla de plata  | K2          |